# Allan Mortensen
Allan Mortensen (* 27. April 1946 in Aarhus, Dänemark) ist ein dänischer Schauspieler, Sänger und Musiker.

## Werdegang
Mortensen begann nach seiner Schulzeit, zunächst mit einer Ausbildung zum Lithographen, bei dem Aarhuser Unternehmen Hammerschmidt. In den späten 1960er Jahren ging er nach Kopenhagen, wo er eine Karriere als Sänger in den experimentellen Rockbands Tears und Midnight Sun begann. Später wurde ihm die Hauptrolle als Judas in dem Rock-Musical Jesus Christ Superstar und eine Hauptrolle in dem Musical Hair angeboten, wo er einem Durchbruch erreichte. Eine weitere Bekanntheit erreichte er als Sänger und Darsteller, ab 1974 im dänischen Fernsehen, durch mehrere Auftritte in verschiedenen  Fernsehshows und Musiksendungen. In der Zeit erhielt er auch mehrere Angebote aus Westdeutschland, die er aber ablehnte. Allan Mortensen veröffentlichte in den 1970er Jahren mehrere LPs in Genren Rock, Pop, Gospel, sowie mit amerikanischer Soul-Musik. 1978 brachte er das in Dänemark erfolgreiche Country-Album Cowboy uden hest (Der Cowboy ohne Pferd) heraus. Des Weiteren wirkte er auch in mehreren Bands mit. Mortensen nahm am Dansk Melodi Grand Prix, dem dänischen Vorentscheid zum Eurovision Song Contest, in den Jahren 1979, 1980 und 1981 mit den Beiträgen Mill Song, Swing Time Again und King Kong Boogie teil. Allan Mortensen war in Dänemark als Schauspieler, Musiker, Komponist und Sänger am Theater, im Kabarett, in Musikrevuen, sowie im Fernsehen bei vielen Aufführungen bzw. Sendungen beteiligt.
Seine  Tochter Veronica Mortensen ist eine in Dänemark ebenfalls bekannte Sängerin.

## Filmografie

### Darsteller
- 1974: Hitler Superstar
- 1974: Gennembruddet
- 1980: Hans Mosters Vovse præsenterer: Swingtime igen (Fernsehshow)
- 1980: Melodi grand prix 1980
- 1981: Dansk melodi grand prix
- 1984: Rock for Afrika
- 1986: Sonny Soufflé chok show
- 1990: Harry Måneskin
- 1995: Eleva2ren
- 1999: Olsen-bandens første kup (Weihnachtsserie)
- 2004: Motormagasinet
- 2005: Twist & Shout
- 2006: Rundt om klaveret
- 2006: Der var engang en dreng (Film)
- 2009: zHit-paraden  (Fernsehshow)

### Filmmusik
- 1986: Sonny Soufflé chok show
- 1990: Harry Måneskin

### Komponist
- 1980: Hans Mosters Vovse præsenterer: Swingtime igen

## Auftritte bei Theaterrevuen
- 1979: Cirkusrevyen
- 1980: Amagerrevyen
- 1980: Caféteatret i Skindergade
- 1981: Silkeborg Sommerteater